# Межевая
Межева́я (укр. Межова) — посёлок, Межевский поселковый совет, Синельниковский район,
Днепропетровская область, Украина.
Является административным центром Межевского поселкового совета, в который, кроме того, входят сёла
Весёлое,
Вознесенское,
Жуково,
Запорожское,
Ленинское,
Новолозоватовка,
Славное и
Украинка. До 2020 года был административным центром упразднённого Межевского района. 

## Географическое положение
Посёлок городского типа Межевая находится на востоке Днепропетровской области, у истоков реки Каменка.
На расстоянии в 0,5 км расположено село Запорожское, в 1-м км — село Новолозоватовка.

## История
Заселение этой местности связано со строительством железной дороги Юзовка — Екатеринослав, оконченным в 1884 году. Тогда же была построена и железнодорожная станция Межевая, давшая название современному посёлку.
В 1890-х гг. земли, расположенные на северо-запад от станции, начали заселять выходцы из села Славянки. Так возник хутор Новославянка. Севернее Межевой выходцы из села Подгородное основали в то же время село Григорьевку.
В начале XX столетия в этом селе возникли промышленные предприятия, в основном занимавшиеся переработкой сельскохозяйственного сырья, 2 паровые мельницы, маслобойня, литейная, кожевенная мастерская и завод по ремонту сельскохозяйственных машин.
В 1913 году в Григорьевке насчитывалось 193 двора и 1191 житель, а на хуторе Новославянке в 72 дворах жило 412 человек. Медпомощь населению оказывал фельдшер, который здесь был один на всю волость. В 1914 году в Григорьевке работали церковно-приходская и земская школы, но большинство населения было неграмотным.
В начале января 1918 года в Григорьевке и Новославянске была провозглашена Советская власть, началась земельная реформа, но уже в середине апреля 1918 года уезд был оккупирован наступавшими австро-немецкими войсками. В дальнейшем, в ходе гражданской войны власть несколько раз менялась.
В начале января 1920 года Советская власть была восстановлена.
В 1921 году земли, расположенные на юг от станции, стали заселяться выходцами из села Подгороднего. Уже в начале 1922 года здесь насчитывалось 14 хозяйств. Так было основано село Каменка.
С 1925 года Григорьевка стала центром Межевского района, которое положительно обозначилось на её дальнейшем хозяйственном и культурном развитии. В начале того же года в трёх сёлах — Григорьевке, Новославянке и Каменке — насчитывалось 571 хозяйство и жило 2978 человек. Здесь работали 5 ветряных и 2 паровые мельницы, маслобойня, кожевенный завод.
Во время Великой Отечественной войны 14 октября 1941 года села были оккупированы наступавшими немецкими войсками. Здесь была создана советская подпольная группа, но почти все её участники были выявлены и уничтожены оккупантами. 10 сентября 1943 года сёла были освобождены частями 39-й танковой бригады 23-го танкового корпуса РККА.
В декабре 1956 года в результате объединения сёл Григорьевки, Каменки и Новославянки был создан посёлок городского типа Межевая.
В июле 1995 года Кабинет министров Украины утвердил решение о приватизации находившегося в посёлке сырзавода.

## Население
В январе 1989 года численность населения составляла 8965 человек.
По состоянию на 1 января 2013 года численность населения составляла 7539 человек.

### Языковой состав
Родной язык населения по данным переписи 2001 года:
| Язык       | Численность, чел. | Доля     |
| ---------- | ----------------- | -------- |
| Украинский | 7 704             | 95,72 %  |
| Русский    | 278               | 3,45 %   |
| Другие     | 67                | 0,83 %   |
| Итого      | 8 049             | 100,00 % |

## Экономика
- Межевский сырзавод.
- Межевский комбинат хлебопродуктов[9].
- Межевское межхозяйственное предприятие по разведению рыбы.
- ООО «Ренклод».
- Межевский Райагрохим.

## Объекты социальной сферы
- Районная санитарно-эпидемиологическая станция.[10]
- Межевское профессионально-техническое училище.
- Межевский учебно-производственный комбинат.
- Школа № 1.
- Школа № 2.
- Школа № 3 (Ныне аграрный лицей).
- Детский сад "Барвинок".
- Детский сад «Сонечко».
- Детский сад "Малятко"
- Межевская центральная районная больница.

## Транспорт
Через посёлок проходят автомобильные дороги Т-0406 и Т-0428 и Донецкая железная дорога, станция Межевая.

## Достопримечательности
- Братская могила советских воинов.
- Памятник танку Т-34.
- Символ "Я люблю Межевую".

## Известные люди
- Анатолий Степанович Кобец — учёный, ректор Днепровского государственного аграрно-экономического университета.
- Семичастный Владимир Ефимович — советский партийный и государственный деятель, председатель Комитета государственной безопасности СССР (1961—1967), генерал-полковник, родился в селе Григорьевка, ныне в составе пгт Межевая.